# Да Силва, Франсишку Мария
Франси́шку Мари́я да Си́лва (порт. Francisco Maria da Silva; 15 марта 1910, Муртоза — 14 апреля 1977, Брага) — португальский религиозный деятель, прелат католической церкви. Архиепископ Браги в 1963—1977 годах. Участник политической борьбы на стороне правых сил, видный деятель Жаркого лета 1975.

## Служение католического солидариста
Родился в семье рыбака. Окончил католическую семинарию в Эворе. Рукоположен в священство 21 мая 1932 года. Изучал в Риме каноническое право. За участие в решении социальных проблем крестьянской паствы получил прозвище Padre Vermelho — «Красный падре».
20 декабря 1956 года получил от Папы Римского Пия XII назначение ауксилиарием Браги и титулярным епископом. Прошёл обряд епископской хиротонии 31 марта 1957 года. С 12 декабря 1963 года — архиепископ Браги. Участник Второго Ватиканского собора.
Франсишку Мария да Силва придерживался консервативных религиозных и политических взглядов. Он разделял корпоративистские идеи Estado Novo. Однако он выступал за социальную солидарность, требовал от правительств Салазара и Каэтану внимания к социальным вопросам. Из-за этого крайние салазаристы считали его «левым революционером».

## В политической борьбе

### Антикоммунистическая позиция
Несмотря на свои социальные взгляды, Франсишку Мария да Силва негативно отнёсся к Апрельской революции 1974 года. Он выступал против леворадикальных и коммунистических сил, считал реальной опасность установления в Португалии тоталитарного режима по типу «реального социализма».

Надежды 25 апреля были обмануты уже на следующий день.

Франсишку Мария да Силва

В своих проповедях архиепископ Браги отстаивал католические ценности и традиционные идеалы португальского национального консерватизма. Он жёстко осуждал коммунистическую идеологию, Португальскую компартию (ПКП) и правительство Вашку Гонсалвиша, поддерживал Народно-демократическую партию и Социально-демократический центр. Одобрял и санкционировал политическую активность каноника собора Браги Эдуарду Мелу Пейшоту — фактического лидера правых сил, координатора подпольных организаций ЭЛП и МДЛП. Позиция архиепископа Браги встречала массовую поддержку консервативного Севера Португалии.
13 июня 1975 власти попытались арестовать Франсишку да Силва по надуманному обвинению в «контрабанде валюты». При этом он был подвергнут унизительному обыску в аэропорту Браги. Впоследствии свою (и Жорже Жардина) причастность к ложному доносу, рассчитанному на возмущение католической массы, признал активист МДЛП, лидер ХДП Жозе Саншеш Озориу:

Потом мы ему всё объяснили и извинились. Архиепископ простил нас.

### Речь в «Жаркое лето»
В период «Жаркого лета» Франсишку да Силва поддержал антикоммунистическое движение «Мария да Фонте» во главе с журналистом-боевиком Валдемаром Парадела ди Абреу. 10 августа 1975 архиепископ Браги выступил с яркой антикоммунистической речью перед тысячами прихожан. Он решительно осудил идеи коммунизма и деятельность ПКП (в частности, попытки компартии взять под контроль католическую радиостанцию Renascença). Обязанностью христианина архиепископ назвал уважение традиционных нравственных ценностей и фундаментальных прав человека.
После этой речи прихожане атаковали и разгромили местную штаб-квартиру ПКП. Августовское выступление Франсишку Мария да Силва стало важной вехой контрнаступления правых сил. Речь 10 августа и последовавшее за ней восстание прихожан рассматривается как своеобразное преддверие событий 25 ноября — победы военной Группы девяти, правых сил и демократических социалистов над коммунистами и леворадикалами.

## Кончина и память
Архиепископ Франсишку Мария да Силва скончался в Браге в 67-летнем возрасте. К этому времени политическая обстановка в Португалии стабилизировалась и сдвинулась вправо — при его заметном участии.
В Браге установлена статуя Франсишку Мария да Силвы работы Рожерио Азеведу.